# Maurice Litka
Maurice Jerome Litka (* 2. Januar 1996 in Hamburg) ist ein ehemaliger deutscher Fußballspieler.

## Karriere
Litka wechselte 2006 vom TSV Wandsetal in die Jugend des FC St. Pauli. Am 26. Juli 2014 debütierte er für die zweite Mannschaft in der Regionalliga Nord bei einem 0:0 gegen den ETSV Weiche. Am 14. September 2014 kam er bei einer 1:2-Niederlage gegen den TSV 1860 München zu seinem ersten Einsatz in der 2. Bundesliga. Am 16. Oktober 2014 unterschrieb Litka beim FC St. Pauli seinen ersten Profivertrag mit Gültigkeit bis zum 30. Juni 2018. Sein erstes Tor für die zweite Mannschaft erzielte er am 6. November 2015 bei einem 2:1-Heimsieg gegen Hannover 96 II.
Zur Saison 2018/19 wechselte Litka auf Leihbasis zum Drittliga-Aufsteiger KFC Uerdingen 05. Mit dem KFC besiegte er im Finale des Niederrheinpokals den Wuppertaler SV mit 2:1 und wurde somit Landespokalsieger. Insgesamt lief er für die Krefelder in 20 Drittliga-Partien auf und erzielte ein Tor. Zum Saisonende endete auch die Leihe; Litka kehrte jedoch nicht nach Hamburg zurück, da ihn Preußen Münster fest verpflichtete und mit einem bis Juni 2021 gültigen Vertrag ausstattete. In Münster brachte es Litka in der Saison 2019/20 auf 28 Einsätze und 6 Tore. Ab dem 10. Spieltag dieser Spielzeit befanden sich die Preußen auf einem Abstiegsplatz und verließen diesen bis zum Ende der Saison nicht mehr. Litka stieg somit sportlich mit Münster aus der 3. Liga ab.
Zur Saison 2020/21 unterschrieb der Linksfuß einen Zweijahresvertrag beim Drittligisten Hansa Rostock. Seinen ersten Pflichtspieleinsatz für die Kogge aus Rostock gab er am 16. August 2020 im Halbfinale des Lübzer-Pils-Cups 2019/20, welcher aufgrund der Corona-Pandemie erst ab August 2020 – und nicht wie ursprünglich geplant und vorgesehen im Mai 2020 – zu Ende gespielt werden durfte, gegen den FC Schönberg 95 (5:0) und gewann diesen Wettbewerb im Finale durch ein 3:0 gegen den Torgelower FC Greif. Hansa-Trainer Jens Härtel berücksichtigte Litka mit einem Einsatz im DFB-Pokal 2020/21 beim Heimspiel gegen den Bundesligisten VfB Stuttgart (0:1) und setzte den Mittelfeldspieler ab der 57. Spielminute ein. Eine Woche später, beim Drittliga-Start am 19. September 2020, stand er beim Heimspiel gegen den MSV Duisburg in der Startelf. Sein erstes Tor gelang ihm am 5. Spieltag gegen den Aufsteiger SC Verl. Am 16. Dezember 2020 während der Auswärtspartie gegen den FC Ingolstadt zog er sich eine Kreuzbandriss zu, was für ihn in der Konsequenz nach sechzehn Spielen (zwei Tore) das Saisonaus bedeute. Litka war somit Teil jener Rostocker Mannschaft, die am 22. Mai 2021 in die 2. Bundesliga aufstieg. 
Litka laborierte auch zu Beginn der Zweitligasaison 2021/22 an seiner erlittenen Verletzung und musste im Dezember 2021 gar einen Rückschlag hinnehmen. Er verpasste somit nicht nur die komplette Hinrunde der Saison, sondern auch die Vorbereitung auf die Zweitliga-Rückrunde und kam in der Folge zu keinem Einsatz. Dennoch verlängerten die Verantwortlichen des Vereins und Litka im April 2022 die Zusammenarbeit um ein weiteres Jahr. Nachdem Litka auch in der folgenden Saison zu keinem Pflichtspieleinsatz gekommen und der auslaufende Vertrag nicht erneut verlängert worden war, beendete er seine Profi-Karriere im Juni 2023. Hansa Rostock kündigte allerdings an, ihm in anderer Position eine berufliche Laufbahn im Verein ermöglichen zu wollen.

## Erfolge
KFC Uerdingen 05
- Niederrheinpokalsieger: 2019

Hansa Rostock
- Landespokalsieger Mecklenburg-Vorpommern: 2020
- Aufstieg in die 2. Bundesliga: 2021